# مطار كلوانج
مطار كلوانج (إيكاو: WMAP) المعروف باسم كيم ماهكوتا، هو مطار يقع في منطقة كلوانج، جوهور، ماليزيا وله محطة واحدة.